# Eleccions legislatives romaneses de 1992
Les eleccions legislatives romaneses de 1992 se celebraren el 27 de setembre de 1992 per a renovar els 345 membres de la Cambra de Diputats i els 140 membres del Senat de Romania. El partit amb més escons fou el FDSN i el seu cap Nicolae Văcăroiu fou nomenat primer ministre de Romania en un govern de coalició amb el PSM, PUNR i el Partit de la Gran Romania
Resultats de les eleccions de 27 de setembre de 1992 per a renovar la Cambra de Diputats i el Senat de Romania
|                                         | Front Democràtic de Salvació Nacional (Frontul Democrat al Salvarii Nationale)       | 3.015.708  | 117 | 27,72%  | 3.102.201  | 49  | 28,29%  |
|                                         | Convenció Democràtica Romanesa (Convenţia Democrată Română)                          | 2.177.144  | 82  | 20,01%  | 2.210.722  | 34  | 20,16%  |
|                                         | Front de Salvació Nacional (Frontul Salvarii Nationale)                              | 1.108.500  | 43  | 10,19%  | 1.139.033  | 18  | 10,38%  |
|                                         | Partit d'Unitat Nacional Romanesa (Partidul Unităţii Naţionale Române)               | 839.586    | 30  | 7,72%   | 890.410    | 14  | 8,12%   |
|                                         | Unió Democràtica dels Hongaresos de Romania (Uniunea Democrată Maghiară din România) | 811.290    | 27  | 7,46%   | 831.469    | 12  | 8,39%   |
|                                         | Partit de la Gran Romania (Partidul România Mare)                                    | 424.061    | 16  | 3,89%   | 422.545    | 6   | 3,85%   |
|                                         | Partit Socialista del Treball (Partidul Socialist al Muncii)                         | 330.378    | 13  | 3,04%   | 349.470    | 5   | 3,18%   |
|                                         | Minories ètniques                                                                    | 163.491    | 18  | 2,6%    | —          | —   | —       |
|                                         | Partit Demòcrata Agrari de Romania (Partidul Democrat Agrar din Romania)             | 326.289    | --  | 2,99%   | 362.427    | 5   | 3,3%    |
| Total vots vàlids (participació 76,29%) | Total vots vàlids (participació 76,29%)                                              | 12.496.430 | 343 | 100,00% | 12.496.430 | 143 | 100,00% |
| Font: Biroul Electoral Central          |                                                                                      |            |     |         |            |     |         |